# Kings Langley (Hertfordshire)
Kings Langley es una parroquia civil y un pueblo del distrito de Dacorum, en el condado de Hertfordshire (Inglaterra).

## Geografía
Según la Oficina Nacional de Estadística británica, Kings Langley tiene una superficie de 8,32 km².

## Demografía
Según el censo de 2001, Kings Langley tenía 5072 habitantes (48,8% varones, 51,2% mujeres) y una densidad de población de 609,62 hab/km². El 20,76% eran menores de 16 años, el 70,47% tenían entre 16 y 74, y el 8,77% eran mayores de 74. La media de edad era de 40,12 años. Del total de habitantes con 16 o más años, el 22,14% estaban solteros, el 61,61% casados, y el 16,25% divorciados o viudos.
El 92,41% de los habitantes eran originarios del Reino Unido. El resto de países europeos englobaban al 2,86% de la población, mientras que el 4,73% había nacido en cualquier otro lugar. Según su grupo étnico, el 96,61% eran blancos, el 1,42% mestizos, el 1,2% asiáticos, el 0,26% negros, el 0,18% chinos, y el 0,28% de cualquier otro. El cristianismo era profesado por el 72,04%, el budismo por el 0,12%, el hinduismo por el 0,61%, el judaísmo por el 1,01%, el islam por el 0,34%, el sijismo por el 0,08%, y cualquier otra religión por el 0,55%. El 16,4% no eran religiosos y el 8,85% no marcaron ninguna opción en el censo.
Había 2063 hogares con residentes, 73 vacíos, y 4 eran alojamientos vacacionales o segundas residencias.